# Арльов
Арльов (на шведски: Arlöv) е град в южна Швеция, лен Сконе, община Бурльов. Разположен е на северния бряг на пролива Йоресун. Намира се на около 500 km на югозапад от столицата Стокхолм и на 5 km на север от централната част на Малмьо. Има жп гара и малко пристанище. Производство на захар и жп части. Населението на града е 10 201 жители според данни от преброяването през 2010 г.